# LIVE954 ラジオチルドレン、深夜の逆襲!
LIVE954 ラジオチルドレン、深夜の逆襲!（ライブきゅうごよん ラジオチルドレン しんやのぎゃくしゅう）とは、TBSラジオ主催による、2002年3月3日に横浜アリーナで開催された公開イベントである。

## 概要
2002年4月の改編で、25時台の番組枠（2000年3月までの『UP'S〜Ultra Performer'S radio〜』）と『Be@t B@by!!』枠（TBSでは24時台）をもって統一ブランドとした『JUNK』が開始することになり、それを記念して開催された。『JUNK』全曜日（当時は月 - 金）と土日の深夜番組のパーソナリティが出演した。イベントの模様は参加している各番組の中で放送された。
当イベントに参加した伊集院光は、日曜午後に生放送されていた『伊集院光 日曜日の秘密基地』（当時は15:00 - 17:30）に出演していたが、当イベントは日曜日17:00の開演だったため、当日はFMヨコハマのスタジオから放送した。こうした事情から、イベントの後援にはFMヨコハマが参加していた。
この後、『JUNK』の公開イベントは、2005年に「JUNK夏祭り2005」、2011年と2013年に「JUNK大集合!」がなど開催されている（JUNK#当番組枠のイベントを参照）。

## 出演者
（）内は当時の出演番組。

### JUNK25時台
- 伊集院光（伊集院光 深夜の馬鹿力）
- 爆笑問題（爆笑問題カーボーイ）
- 小堺一機・関根勤（コサキンDEワァオ!）
- さまぁ〜ず（さまぁ〜ずの逆にアレだろ）
- 極楽とんぼ（極楽とんぼの吠え魂）

### JUNK24時台（Be@t B@by!!）
- 今井絵理子（今井絵理子 HOT LINK）
- ゴスペラーズ（ゴスペラーズ 真夜中のコーラス）
- タンポポ（タンポポ編集部 OH-SO-RO!）
- DA PUMP（DA PUMP ON THE RADIO〜sound freak show〜） - 事前収録により出演。

### 土日深夜
- 松浦亜弥（つんくばん）
- キャイ〜ン（ヤンマガ伝説 キャイ〜ン編集部 なんですか?）
- アリtoキリギリス（量産型アリtoキリギリス）

### ゲスト
- FLAME
- 高見沢俊彦 - 『JUNK』開始当初のオープニング曲やサウンドステッカーを作曲した。